# خانه اشرف کوچک
خانه اشرف کوچک مربوط به اواخر دوره قاجار -اوایل دوره پهلوی است و در دزفول، محله پیر نظر واقع شده و این اثر در تاریخ ۱۷ اسفند ۱۳۸۱ با شمارهٔ ثبت ۷۵۷۰ به‌عنوان یکی از آثار ملی ایران به ثبت رسیده است.